# Griffin Dunne
Thomas Griffin Dunne (New York, 8 juni 1955) is een Amerikaans acteur, filmregisseur en filmproducent.

## Biografie
Dunne, geboren in New York, groeide op in Los Angeles als broer van Dominique. Hij doorliep de high school in Colorado alvorens hij terugkeerde naar New York. Daar leerde hij het acteren aan de HB Studio in Greenwich Village.
Dunne was van 1989 tot en met 1995 getrouwd met Carey Lowell met wie hij een dochter heeft. In 2009 is hij opnieuw getrouwd.

## Filmografie

### Films
Selectie:
- 2021 The French Dispatch – als Legal Advisor
- 2019 Bittersweet Symphony – als Andrew
- 2018 Ocean's Eight – als agent
- 2017 War Machine – als Ray Canucci
- 2013 Dallas Buyers Club – als dr. Vass
- 2008 The Great Buck Howard – als Jonathan Finerman
- 2007 Snow Angels – als Don Parkinson
- 2003 Stuck on You – als griffin Dunne
- 2002 40 Days and 40 Nights – als Jerry Anderson
- 1994 Quiz Show – als accountant
- 1991 My Girl – als mr. Jake Bixler
- 1988 Le grand bleu – als Duffy
- 1987 Who's That Girl – als Louden Trott
- 1985 After Hours – als Paul Hackett
- 1982 The Wall – als Mordecai Apt
- 1981 An American Werewolf in London – als Jack Goodman

### Televisieseries
Uitgezonderd eenmalige gastrollen.
- 2024 The Girls on the Bus - als Bruce Turner - 9 afl.
- 2018-2022 This Is Us – als Nicky Pearson – 47 afl.
- 2019-2021 Goliath – als Gene – 7 afl.
- 2021 The L Word: Generation Q - als Isaac Zakarian - 2 afl.
- 2021 Search Party - als Richard Wreck - 2 afl.
- 2018 Imposters – als Herman – 2 afl.
- 2016-2017 I Love Dick – als Sylvere – 8 afl.
- 2015-2016 Sex&Drugs&Rock&Roll – als muziektherapeut – 2 afl.
- 2015 Manhattan – als Woodrow Lorentzen – 4 afl.
- 2014 Red Band Society – als Ruben Garcia – 2 afl.
- 2012 – 2014 House of Lies – als Marco Pelios – 8 afl.
- 2011 Damages – als Dean Gullickson – 3 afl.
- 2009 Trust Me – als Tony Mink – 13 afl.
- 2006-2007 Law & Order: Criminal Intent – als Seamus Flaherty – 2 afl.
- 2006 3 lbs. – als Dr. Jerry Cole – 2 afl.
- 2004 Alias – als Leonold Lisenker – 2 afl.
- 2002 A Nero Wolfe Mystery – als Nicolas Losseff – 2 afl.

### Filmregisseur
- 2022 With/In - film
- 2021 With/In: Volume 2 - film
- 2017 Joan Didion: The Center Will Not Hold – documentaire
- 2014 Red Band Society – televisieserie – 1 afl.
- 2011-2014 The Good Wife – televisieserie – 3 afl.
- 2013 Rock in a Hard Place - televisieserie
- 2013 Movie 43 – film
- 2011-2012 The Good Wife – televisieserie – 2 afl.
- 2008 The Accidental Husband – film
- 2006 Your Product Here – korte film
- 2005 Fierce People – film
- 2000 Famous – film
- 1998 Practical Magic – film
- 1997 Addicted to Love – film
- 1996 Duke of Groove – korte film

### Filmproducent
- 2017 Chateau – documentaire
- 2017 Joan Didion: The Center Will Not Hold – documentaire
- 2005 Fierce People – film
- 2005 Game 6 – film
- 1996 Joe's Apartment – film
- 1991 Once Around – film
- 1990 White Palace – film
- 1988 Running on Empty – film
- 1985 After Hours – film
- 1983 Baby It's you – film
- 1979 Head over Heels – film

- Bibsys: 99030986
- Biblioteca Nacional de España: XX1397218
- Bibliothèque nationale de France: cb13940477n (data)
- Gemeinsame Normdatei: 140685529
- International Standard Name Identifier: 0000 0000 7825 8045
- Library of Congress Control Number: no00067101
- Nationale Bibliotheek van Tsjechië: xx0059012
- Nationale bibliotheek van Australië: 45386168
- Nationale Bibliotheek van Israël: 987007441234205171
- Nederlandse Thesaurus van Auteursnamen: 072846135
- Réseau des bibliothèques de Suisse occidentale: 02-A016276805
- SNAC: w6w79hnf
- Système universitaire de documentation: 076177645
- Virtual International Authority File: 107686764
- WorldCat: E39PBJfh8qCDvg9fV9M9BwdbBP